# Cîmpia Moldovei de Nord
Cîmpia Moldovei de Nord är en slätt i Moldavien.   Den ligger i distriktet Glodeni, i den nordvästra delen av landet. På slätten förekommer främst jordbruksmark.